# Miguel Ángel Guerra
Miguel Ángel Guerra, född 31 augusti 1953 i Buenos Aires, är en argentinsk racerförare.

## Racingkarriär
Guerra körde i formel 1 för Osella några lopp säsongen 1981. Han kvalificerade sig dock bara till loppet i San Marino, men där råkade han ut för en olycka redan i starten.

## F1-karriär
| Säsong | Stall/Tillverkare | Poäng | Placering |
| ------ | ----------------- | ----- | --------- |
| 1981   | Osella-Ford       | 0     | –         |